# Katarzyna Polus-Rogalska
Katarzyna Maria Polus-Rogalska (ur. 12 października 1962 w Bydgoszczy) europejska/polska filozofka, eseistka.
Wydawczyni, współzałożycielka, redaktorka czasopisma „Świat Idei i Polityki”; założycielka, redaktorka czasopisma „Mediator_Periodyk Interdyscyplinarny”; założycielka, przedstawicielka Stowarzyszenia Wyższej Użyteczności Publicznej, Instytutu Naukowo-Badawczego “Moveable”.

## Życiorys
Absolwentka VI Liceum Ogólnokształcącego im. Jana i Jędrzeja Śniadeckich w Bydgoszczy, profilu biologiczno-chemicznego (1981). W 1986 roku uzyskała magisterium na Uniwersytecie im. Adama Mickiewicza w Poznaniu (Instytut Filozofii, Wydział Nauk Społecznych). W latach 1986–2000 pracowała na Uniwersytecie Śląskim w Katowicach (Instytut Filozofii). Pracę doktorską obroniła w 1996 roku, uzyskując tytuł doktora Nauk Humanistycznych. W latach 2000–2010 pracowała na Uniwersytecie Kazimierza Wielkiego (Instytut Nauk Politycznych) w Bydgoszczy. Założyła czasopisma naukowe – „Świat Idei i Polityki” oraz „Mediator_Periodyk Interdyscyplinarny”. W 2010 roku, wraz z profesorami i studentami UKW, powołała do życia Stowarzyszenie Wyższej Użyteczności Publicznej, Instytut Naukowo-Badawczy “MOVEABLE”. W 2013 roku uczestniczyła w XXIII World Congress of Philosophy: Philosophy as Inquiry and Way of Life w Atenach, na którym przedstawiła główne założenia uniwersalnej etyki; prezentacja pn. The Concept of Individual-Community Values: The Idea of Universal Ethics. W latach 2018–2020 przeprowadzono (ostatecznie) na Uniwersytecie Wrocławskim jej postępowanie habilitacyjne; odmownie (Rada Dyscypliny przy Wydziale Nauk Społecznych). W roku 2025 otworzyła The Institute of Creative Actvities (informal)/Instytut Działań Twórczych.

## Podjęte dziedziny
ontologia: ontologia pustych światów (bezświata, nieświata), ontologia bytów bezmasowych (wirtualu; aświata) [2018], dialektyka: teza-antyteza-synteza-wieloteza: trójteza, pięcioteza, siedmioteza, ośmioteza… [2010]; teoria poznania: imaginatywizm [2006]; etyka: matryca wartości [2006], uniwersalna etyka [2006]; metodologia: metodologia imaginatywizmu [2011]; historia filozofii: zasada dopełnienia [2009]; filozofia polityki/historia idei: idee Europy [2004]

## Matryca wartości: uniwersalna etyka
W książce Etyczny wymiar wartości jednostkowo-wspólnotowych we współczesnych koncepcjach społeczno-polityczno-ekonomicznych wprowadziła imaginatywizm jako paradygmat ontologiczno-epistemologiczno-metodologiczny. Zastosowane podejście wydaje się być nowym sposobem stawiania problemów badawczych w metodologii Nauk Humanistycznych. Stanowi ono syntezę zagadnień etycznych na czterech poziomach: teorii wartości, etyki jednostki, etyki wspólnoty oraz etyki cywilizacji. Publikacja stanowi również próbę pokazania ewolucji podejmowanych i realizowanych przez wspólnoty wartości oraz konsolidacji założeń etycznych, a w przyszłości zbudowania – w oparciu o podaną matrycę – uniwersalnej etyki.

## Imaginatywizm
Imaginatywizm – stanowisko filozoficzne, zmieniające paradygmat ontologiczno-epistemologiczno-metodologiczny z racjonalnego na imaginatywny, zakładający prymat obrazowego istnienia, poznawania i rozumienia rzeczywistości

## Publikacje
Artykuły (wybrane)
Czy można poszerzyć granice poznania ‘nicości’? „Folia Philosophica” 1994 (t. 12), Uniwersytet Śląski, Katowice 1994.
Pięć ‘jedności’ w filozofii starożytnej, „Folia Philosophica” 1998 (t.16),  Uniwersytet Śląski, Katowice 1998.
Na przełomie wieków – stan badań nad „sztuczną inteligencją”, w: Filozofia – po tej i po tamtej stronie wieku, Uniwersytet Śląski, Katowice 2000.
Geometria oglądu, „Folia Philosophica” 2000 (t. 18), Uniwersytet Śląski, Katowice 2000.
Idea pokoju negatywnego i pozytywnego, „Świat Idei i Polityki” 2002 (t. 2), Akademia Bydgoska im. Kazimierza Wielkiego, Bydgoszcz 2002.
Wolność, sprawiedliwość, równość a etyka komunikacji, „Świat Idei i Polityki” 2003 (t. 3), Akademia Bydgoska im. Kazimierza Wielkiego, Bydgoszcz 2003.
Obywatel państwa elektronicznego, „Świat Idei i Polityki” 2004 (t. 4), Akademia Bydgoska im. Kazimierza Wielkiego, Bydgoszcz 2004.
Glenn Tinder/Myślenie polityczne: odwieczne pytania, „Świat Idei i Polityki” 2005 (t. 5), Uniwersytet Kazimierza Wielkiego w Bydgoszczy, Bydgoszcz 2005.
Zagadnienia współczesnej filozofii. Czy filozofia jest nauką? O rozwoju filozofii jeszcze..., „Mediator_3. Periodyk Interdyscyplinarny” 2010 (t. 3), Stowarzyszenie Wyższej Użyteczności Publicznej, Instytut Naukowo-Badawczy “Moveable”, Bydgoszcz 2010.
Metoda wyobrażeniowa: myślenie wyobrażeniowe. Koncepcja wartości jednostkowo-wspólnotowych: idea uniwersalnej etyki, „Mediator_4. Periodyk Interdyscyplinarny” 2012 (t. 4), Stowarzyszenie Wyższej Użyteczności Publicznej, Instytut Naukowo-Badawczy “Moveable”, Bydgoszcz 2013.
Monografie
Zrozumieć czas. Zrozumieć przestrzeń. Zrozumieć ruch. Materiały źródłowe, wyd. I, II, „Pozkal”, Bydgoszcz-Inowrocław 1998, 1999.
Czy „myśleć” znaczy tylko racjonalnie? wyd. I, II, Przedsiębiorstwo Wydawniczo-Księgarskie “KATE”, Bydgoski Dom Wydawniczy „Margrafsen”, Bydgoszcz 2002, 2004.
Idee Europy. Wybór tekstów, wyd. I, Akademia Bydgoska im. Kazimierza Wielkiego, Bydgoszcz 2004.
Etyczny wymiar jednostki we współczesnych koncepcjach społeczno-polityczno-ekonomicznych, wyd. I, Uniwersytet Kazimierza Wielkiego w Bydgoszczy, Przedsiębiorstwo Wydawniczo-Księgarskie “KATE”, Bydgoski Dom Wydawniczy „Margrafsen”, Bydgoszcz 2006.
Etyczny wymiar wartości jednostkowo-wspólnotowych we współczesnych koncepcjach społeczno-polityczno-ekonomicznych, Wydawnictwo Naukowe „Grado”, Toruń 2009.
Problem przemian przyrodniczych w filozofii przedsokratejskiej. Traktat ontologiczno-epistemologiczny. Logiczno-lingwistyczne dopełnienie idei, wyd. I, Fundacja Instytut Wydawniczy “Maximum”, Kraków 2018.
Przemiany poziomów ontologicznych na podstawie filozofii przedsokratejskiej, wyd. I, “Magenta”, Bydgoszcz 2022.
Problem 'poznania' w filozofii przedsokratejskiej. Narzędzia poznawcze, wyd. I, Instytut Działań Twórczych (The Institute of Creative Activities), Bydgoszcz-Inowrocław 2025.